# Hansi Staël
Hansi Staël von Holstein (Budapeste, 1913 — Londres, 1961) foi uma artista plástica húngara radicada em Portugal entre 1946 e 1957. Dedicou-se à pintura, desenho, gravura, ilustração, decoração e cerâmica.

## Biografia / Obra

Nazaré, a seca do peixe ou Sol na praia, 1957, litografia, 33 x 44 cm

Frequentou a Escola de Artes e Ofícios de Viena de Áustria (curso de Artes gráficas e Publicidade), e a Academia de Belas Artes de Budapeste. Durante a 2ª Guerra Mundial residiu em Estocolmo, desenvolvendo actividade como desenhadora (ilustração de livros e revistas; realização de padrões para tecidos).
Fixou residência em Portugal em 1946. Nesse mesmo ano expôs no SNI e frequentou o estúdio de João Fragoso, aí estabelecendo contacto com o sócio principal da fábrica de cerâmica SECLA, para a qual viria a trabalhar. Em 1950 fundou o Estúdio SECLA e, a partir de 1954, dirigiu o sector artístico da empresa, contribuindo activamente para a renovação estética da produção da fábrica. A pintura mural que aí realizou em meados da década de 1950 representando as várias fases de trabalho cerâmico, foi alvo de restauro em 2020 e poderá ser apreciada pelo público no pórtico que reproduz a fachada da Secla e que se situa nas imediações do Parque D. Carlos I, nas Caldas da Rainha.
Expôs individualmente na Galeria de Março (1953) e na Galeria do Diário de Notícias (1957). Participou nas exposições de cerâmica moderna organizadas pelo S.N.I. (1950-1954), onde foi galardoada com o Prémio Francisco de Holanda (1954). Fez parte do grupo de ceramistas portugueses premiado com Medalha de Ouro na Exposição Internacional de Cerâmica (Cannes, 1955). Participou em diversas exposições de gravura portuguesa contemporânea bem como na 1ª Trienal Internacional de gravuras originais a cores (Grenchen, 1958). Participou na I Exposição de Artes Plásticas da Fundação Calouste Gulbenkian (Lisboa, 1957).
Graves motivos de saúde levaram-na a abandonar a SECLA em 1957, vindo a falecer em Londres quatro anos mais tarde. Está representada em colecções públicas e particulares, nomeadamente: Museu do Chiado (Lisboa); Museu de José Malhoa (Caldas da Rainha); no CAM na Fundação Calouste Gulbenkian (Lisboa); entre outros.
Hansi Staël "deu à arte portuguesa a contribuição interessante dum gosto sóbrio numa actualização figurativa que, embora prolongada no tempo, tem uma definição dos anos 30 da sua formação vienense".